# Ljus levermossharkrank
Ljus levermossharkrank (Dolichopeza nitida) är en tvåvingeart som beskrevs av Josef Mik 1874. Ljus levermossharkrank ingår i släktet Dolichopeza och familjen storharkrankar. Enligt den svenska rödlistan är arten otillräckligt studerad i Sverige. Arten förekommer i Övre Norrland. Artens livsmiljö är skogslandskap. Inga underarter finns listade i Catalogue of Life.